# 马鞍山吊灯花
马鞍山吊灯花（学名：[Ceropegia teniana] 错误：{{Lang}}：文本有斜体标记（帮助））是夹竹桃科吊灯花属的植物。分布于中国大陆的云南等地，生长于海拔1,840米的地区，多生长在山坡灌丛，目前尚未由人工引种栽培。